# 台中市公車209路
台中市公車209路目前行駛自豐原到東勢林場，主要行駛於豐勢路。

## 歷史
- 2012年7月1日：移撥為臺中市公車，原為公路客運6600「豐原－東勢林場」。
- 2014年7月1日：往豐原方向班次動線繞經「新盛里（東勢高工）」，並將新盛里更名為「新盛里（東勢高工）」；「東坑豐勢路口」裁撤。
- 2015年5月22日：增停「大楓樹福德祠」。
- 2016年12月2日：「新盛里（東勢高工）」往東勢方向站位遷移至候車亭。
- 2017年3月26日：配合豐原區「向陽路地下道填平工程」道路管制禁止通行，2017年3月26日至2017年8月31日止改道為「豐原－三民路－三豐路－圓環北路－豐勢路」，改道後行經之既有站位皆停靠，並暫時取消停靠「頂街」、「和平街」及「新都酒店」至「圓環東水源路口」區間站位。[2]
- 2017年9月1日：因向陽路地下道填平工程完工日期延期，故持續改道。恢復原行駛動線再另行公告。
- 2017年9月11日：向陽路地下道填平工程完工，恢復原行駛動線。
- 2019年1月11日：「頂街」更名為「頂街（中正路）」。
- 2019年10月1日：調整部分班次發車時刻。
- 2019年11月11日：調整部分班次發車時刻。
- 2019年11月30日：調整部分班次發車時刻。
- 2021年4月1日：「豐勢國豐路口」更名為「蜈蚣崎步道口」。
- 2022年2月14日：新增「福壽祠」、「龍安宮」、「東新果園」及「爽文坑」站。
- 2024年4月1日：新增「東勢林場收費站」站。
- 2024年5月20日：新增「四角林路口」站。

## 路線基本資料
全程行車里數去程約20.3公里、返程約24.1公里，全程行車時間約1小時。往東勢林場44站，往豐原57站。
去返程豐原起，沿中正路 、向陽路、圓環東路、豐勢路、勢林街到東勢林場。

### 時刻表
- 時刻表僅供參考，請以豐原客運網站公告為準。
- 時刻表更新日期為2025年3月7日。

| 台中市公車209路平/假日時刻列表 | 台中市公車209路平/假日時刻列表 | 台中市公車209路平/假日時刻列表 | 台中市公車209路平/假日時刻列表 |
| ------------------------------ | ------------------------------ | ------------------------------ | ------------------------------ |
| 豐原開時刻                     | 豐原開備註                     | 東勢林場開時刻                 | 東勢林場備註                   |
| 07:15                          | -                              | 08:25                          | -                              |
| 14:00                          | -                              | 15:00                          | -                              |
| 16:30                          | -                              | 17:40                          | -                              |

### 收費
依里程計費；刷卡10公里免費

### 停站
參見右側站牌路線圖。